# Dianne de Leeuw
Dianne Margaret de Leeuw (Orange, Califórnia, 19 de novembro de 1955) é uma ex-patinadora artística neerlandesa. Ela conquistou uma medalha de prata olímpica em 1976.

## Principais resultados
| Resultados                                            | Resultados      | Resultados      | Resultados      | Resultados        | Resultados       | Resultados        | Resultados    | Resultados    | Resultados    | Resultados    | Resultados    | Resultados    |
| Internacional                                         | Internacional   | Internacional   | Internacional   | Internacional     | Internacional    | Internacional     | Internacional | Internacional | Internacional | Internacional | Internacional | Internacional |
| Evento/Temporada                                      | 1970– 1971      | 1971– 1972      | 1972– 1973      | 1973– 1974        | 1974– 1975       | 1975– 1976        |               |               |               |               |               |               |
| ----------------------------------------------------- | --------------- | --------------- | --------------- | ----------------- | ---------------- | ----------------- | ------------- | ------------- | ------------- | ------------- | ------------- | ------------- |
| Jogos Olímpicos                                       |                 | 16.ª            |                 |                   |                  | Medalha de prata  |               |               |               |               |               |               |
| Campeonato Mundial                                    |                 | 17.ª            | 15.ª            | Medalha de bronze | Medalha de ouro  | Medalha de bronze |               |               |               |               |               |               |
| Campeonato Europeu                                    | 19.ª            | 9.ª             | 6.ª             | Medalha de prata  | Medalha de prata | Medalha de ouro   |               |               |               |               |               |               |
| Richmond Trophy                                       |                 |                 |                 | Medalha de ouro   |                  |                   |               |               |               |               |               |               |
| Nacional                                              |                 |                 |                 |                   |                  |                   |               |               |               |               |               |               |
| Campeonato Neerlandês                                 | Medalha de ouro | Medalha de ouro | Medalha de ouro | Medalha de ouro   | Medalha de ouro  | Medalha de ouro   |               |               |               |               |               |               |
|                                                       |                 |                 |                 |                   |                  |                   |               |               |               |               |               |               |
| Legenda: Competição não foi disputada nesta temporada |                 |                 |                 |                   |                  |                   |               |               |               |               |               |               |